# Placa de Nazca

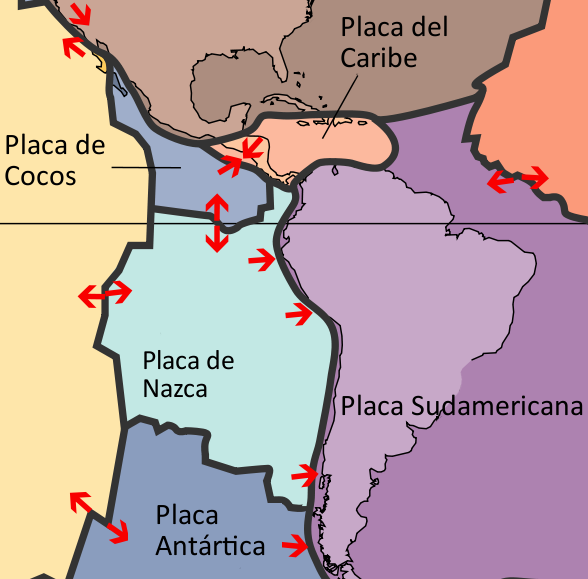
Mapa de las placas tectónicas. La de Nazca se ve casi al centro, de color verde azulado.

La placa de Nazca o Nasca es una placa tectónica oceánica que se encuentra en el océano Pacífico oriental, frente a la costa occidental de América del Sur, más específicamente al frente a la costa septentrional y central de Chile y la totalidad del litoral de Perú, Ecuador y Colombia.
Tiene un área aproximada de 15,600,000 km².
El borde oriental de la placa se encuentra dentro de en una zona de subducción bajo la placa sudamericana, lo que ha dado origen a la cordillera de los Andes y a la fosa peruano-chilena. El límite austral de la placa de Nazca con respecto a la placa antártica está formado por la dorsal de Chile, y el límite occidental con la placa del Pacífico por la dorsal del Pacífico Oriental. En el norte el límite de la placa de Nazca con la placa de Cocos está formado en gran parte por la dorsal de Galápagos. Los límites con estas tres placas oceánicas son divergentes aunque abundan también trayectos transformantes.
En el occidente de la placa de Nazca, específicamente en las zonas de unión entre las placas, existen tres microplacas. La de las islas Galápagos se encuentra en la unión de las de Nazca, del Pacífico y de Cocos. La de Juan Fernández en el borde entre la del Pacífico, la de Nazca y la Antártica, y la de Isla de Pascua  en el límite entre Nazca y del Pacífico, un poco más al norte que la de Juan Fernández.

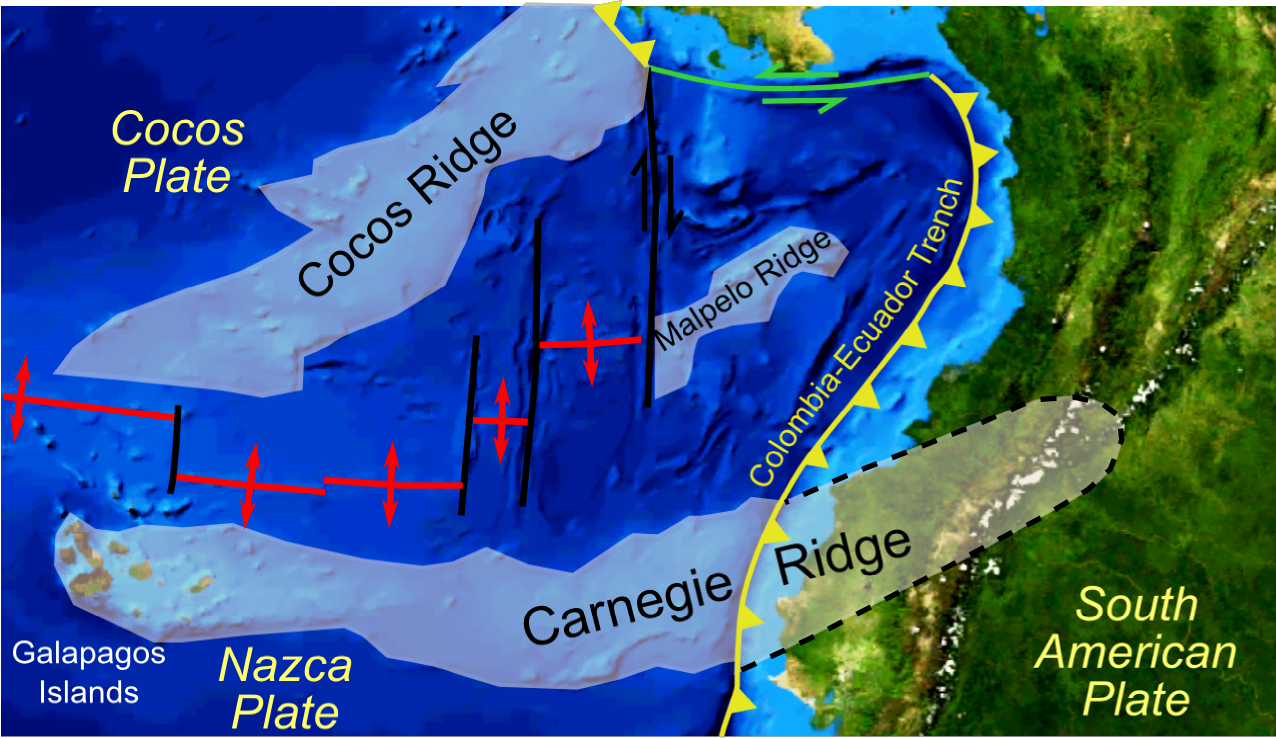
Extremo septentrional de la placa de Nazca con la dorsal divergente de Galápagos en rojo. Al norte de esta se encuentra la placa de Cocos.

La subducción de la placa de Nazca frente a las costas sudamericanas, zona que forma parte del llamado Cinturón de Fuego del Pacífico, ha provocado que esta área sea altamente sísmica y volcánica. Cabe destacar el gran terremoto de Valdivia de 1960, cuya magnitud de 9,5 MW,ha sido el más fuerte movimiento telúrico medido con instrumentos en la historia de la humanidad, con el cual se ha estudiado la zona Sur de Chile y se descubrió una microplaca llamada placa de Chiloé que se extiende desde la península de Arauco por el norte hasta la península de Taitao en la confluencia de las placas sudamericana, de Nazca y Antártica.

## Toponimia
El nombre placa Nazca deriva de la región de Nazca, localizada al sur del Perú.

## Dorsales asísmicas
- Dorsal de Carnegie
  - Islas Galápagos
- Dorsal de Nazca
- Dorsal de Sala y Gómez
  - Volcán Pukao
  - Volcán Moai
  - Isla de Pascua
  - Isla Sala y Gómez
- Dorsal de Juan Fernández
  - Isla Alejandro Selkirk
  - Isla Robinson Crusoe
  - Monte O'Higgins

## Zonas de fractura
- Zona de Fractura de Challanger
- Zona de Fractura de Chile
- Zona de Fractura de Mocha
- Zona de Fractura de Valdivia
- Zona de Fractura de Chiloé
- Zona de Fractura de Guafo
- Zona de Fractura de Guamblin
- Zona de Fractura Darwin